# Little Italy (San Diego)
Little Italy (em português Pequena Itália) é um bairro de San Diego, Estados Unidos, chamado assim porque começou a ser povoado por pescadores italianos vindos de São Francisco após o terremoto de 1906 para explorar o comércio de atum.

## História
O bairro é muito animado pela Associação Little Italy e tem pouca violência .
Nos anos 70 foi construída a auto-estrada Interstate 5 e 35% do bairro foi destruído e o comércio de atum teve uma grande queda por trinta anos .
Em 1996 foi constituída a Associação Little Italy e o bairro renasceu com muitos eventos e manifestações. Atualmente no bairro existem inúmeros prédios residenciais com grande quantidade de lojas e atividades comerciais.

## Eventos
Os eventos estão relacionados com a cultura italiana e acontecem na Avenida Índia. 
- Em fevereiro celebra-se o Carnaval da Little Italy.
- Em abril acontece uma Art Walk, com muitos Artistas de Rua; é a maior manifestação de Rua da região com mais de 90.000 pessoas.
- Em maio tem o Festival Siciliano, e em setembro um grande show de esporte.
- Em outubro tem a Precious Festa, a festa mais importante fora da cidade de Nova Iorque com o Corso degli Artisti Street Painting Festival.

## Outras imagens

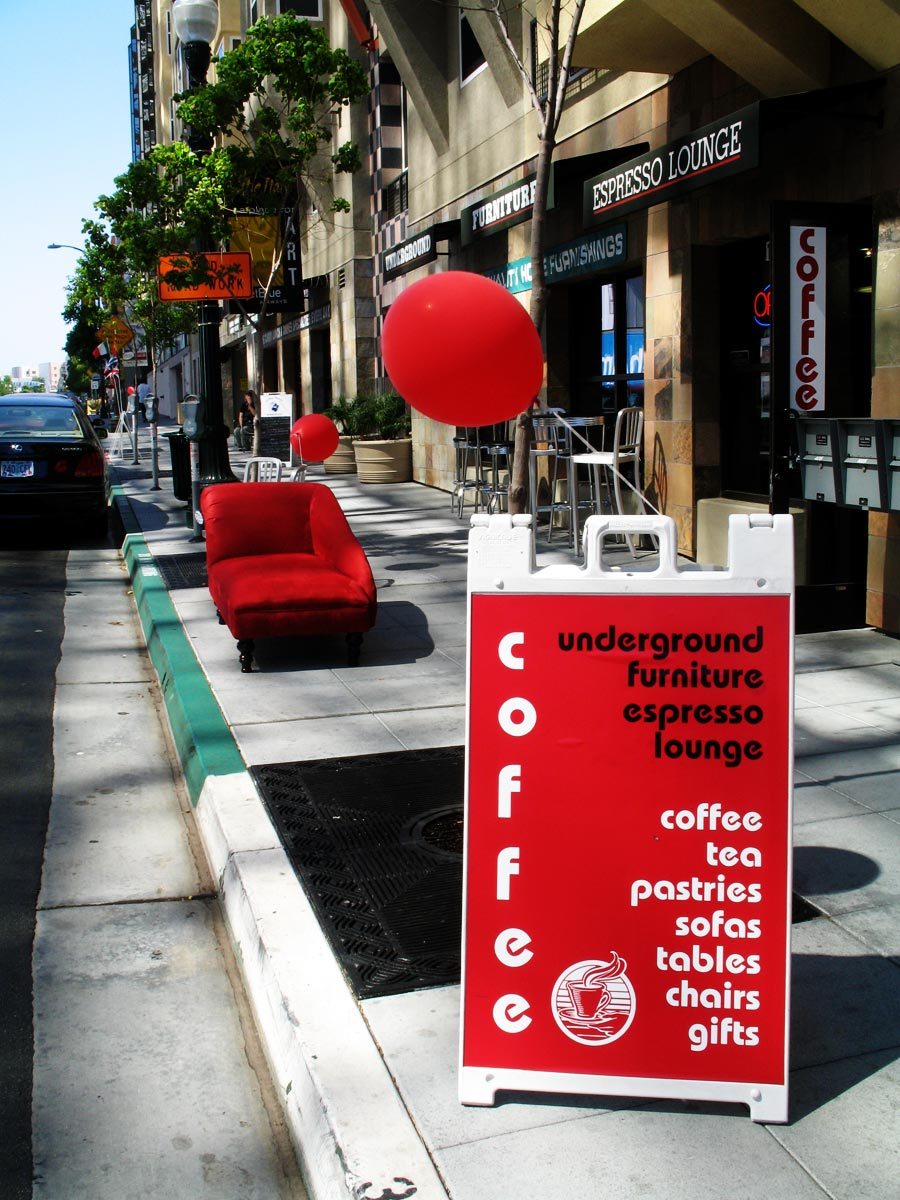
Um café na Little Italy
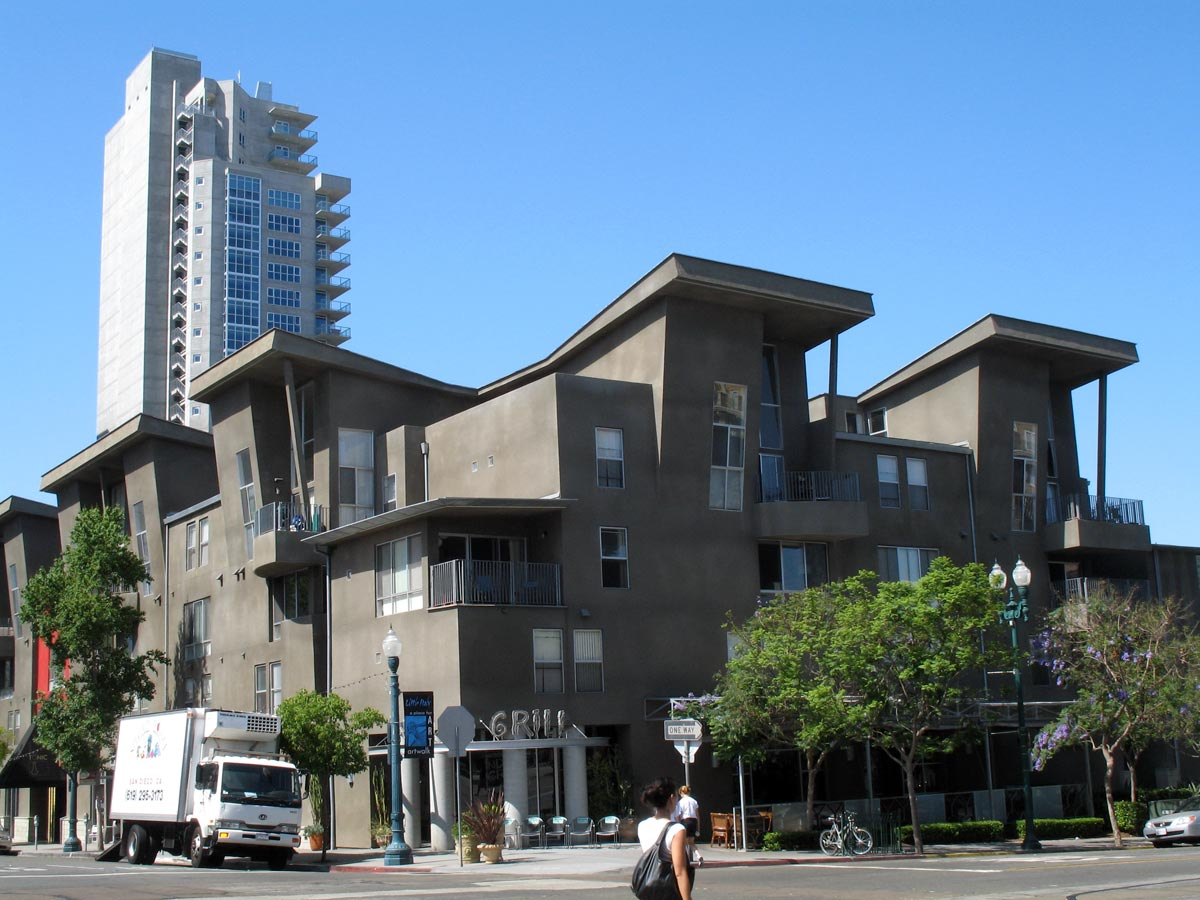
Prédio central da Little Italy
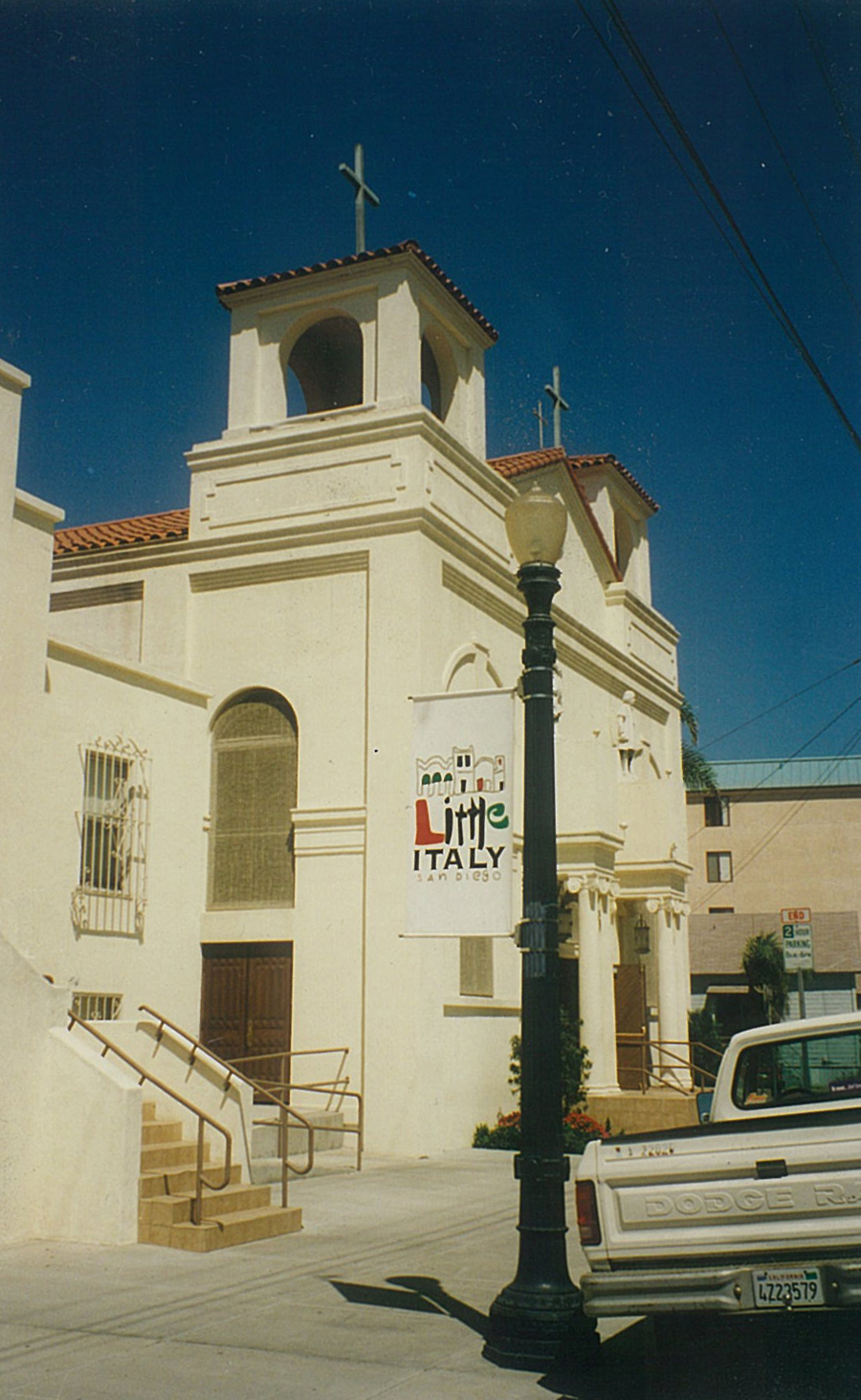
A igreja Nossa Senhora do Rosário, administrada pelos Barnabitas.